# Kędziorki (województwo łódzkie)
Kędziorki – wieś w Polsce położona w województwie łódzkim, w powiecie brzezińskim, w gminie Brzeziny.
| SIMC    | Nazwa      | Rodzaj    |
| ------- | ---------- | --------- |
| 0725619 | Feliksówka | część wsi |
| 0725625 | Guzówka    | część wsi |

W latach 1975–1998 miejscowość administracyjnie należała do województwa skierniewickiego.